# Hot Chocolate
Hot Chocolate – brytyjska grupa soul–funkowa popularna w latach 70. i 80. XX wieku. Zespół został założony przez Errola Browna i Tony’ego Wilsona w 1968 roku w londyńskiej dzielnicy Brixton. Ich pierwsza dekada działalności przyniosła aż osiem albumów studyjnych i kilka wielkich hitów m.in. „You Sexy Thing”, „So You Win Again”, „It Started With A Kiss”.

## Skład zespołu

### Skład obecny
- Tony Connor, ur. 6 kwietnia 1947, Romford – perkusja
- Patrick Olive, ur. 22 marca 1947, Grenada – perkusja od 1975
- Harvey Hinsley, ur. 19 stycznia 1948, Northampton – gitara
- Steve Beast – instrumenty klawiszowe, gitara
- Andy Smith – instrumenty klawiszowe
- Kennie Simon – śpiew

### Byli członkowie
- Errol Brown, ur. 11 grudnia 1943, Kingston, Jamajka, zm. 6 maja 2015, Bahamy – śpiew
- Larry Ferguson, ur. 14 kwietnia 1948, Nassau, Bahamy – instrumenty klawiszowe
- Tony Wilson, ur. 8 października 1947, Trynidad – gitara basowa (do 1975)
- Brian Satterwhite, ur. 22 marca 1957, Oak Ridge – śpiew, gitara basowa (od 1973-?)
- Ian King, ur. 1947 – perkusja (1970–1973)
- Greg Bannis – śpiew
- Fil Straughan – śpiew

## Dyskografia

### Albumy studyjne
- 1974: Cicero Park (US #55)
- 1975: Hot Chocolate (UK #34, US #41)
- 1976: Man to Man (UK #32, US #172)
- 1978: Every 1's a Winner (UK #30, US #31)
- 1979: Going Through the Motions (US #112)
- 1980: Class
- 1982: Mystery (#24)
- 1983: Love Shot
- 1993: Strictly Dance

### Albumy kompilacyjne
- 1976 XIV Greatest Hits (#6)
- 1979 20 Hottest Hits (#3)
- 1987 The Very Best of Hot Chocolate (#1)
- 1993 Their Greatest Hits (#1)
- 1996 The Most of Hot Chocolate
- 1999 Greatest Hits Part Two
- 2000 Best of the 70s
- 2004 The Essential Collection
- 2004 A's B's & Rarities

## Single
- 1969 – "Give Peace a Chance"
- 1970 – "Love is Life" (UK #6)
- 1971 – "You Could Have Been a Lady" (UK #22)
- 1971 – "I Believe (In Love)" (UK #8)
- 1972 – "Mary-Anne"
- 1972 – "You'll Always Be a Friend" (UK #23)
- 1973 – "Brother Louie" (UK #7)
- 1973 – "Rumours" (UK #44)
- 1974 – "Emma" (UK #3 srebro, US #8)
- 1974 – "Changing World"
- 1974 – "Cheri Babe" (UK # 31)
- 1975 – "Blue Night"
- 1975 – "Disco Queen" (UK #11, US #28)
- 1975 – "A Child's Prayer" (UK # 7)
- 1975 – "You Sexy Thing" (UK #2 srebro, US #3 złoto)
- 1976 – "Don’t Stop it Now" (UK #11, US #42)
- 1976 – "Man to Man" (UK #14)
- 1976 – "Heaven Is in the Back Seat of My Cadillac" (UK #25)
- 1977 – "So You Win Again" (UK #1 srebro, US #31)
- 1977 – "Put Your Love in Me" (UK #10 srebro)
- 1978 – "Every 1's a Winner" (UK # 12, US 6 złoto)
- 1978 – "I'll Put You Together Again" (UK #13)
- 1979 – "Mindless Boogie" (UK #46)
- 1979 – "Going Through the Motions" (UK #53, US #53)
- 1980 – "No Doubt About It" (UK #2 srebro)
- 1980 – "Are You Getting Enough of What Makes You Happy" (UK #17, US #65)
- 1980 – "Love Me to Sleep" (UK #50)
- 1981 – "Gotta Give Up Your Love"
- 1981 – "You'll Never Be So Wrong" (UK #52)
- 1982 – "Girl Crazy" (UK #7)
- 1982 – "It Started With a Kiss" (UK #5 srebro)
- 1982 – "Chances" (UK #32)
- 1983 – "What Kinda Boy You're Lookin' For (Girl)" (UK #10)
- 1983 – "Tears on the Telephone" (UK #37)
- 1983 – "I'm Sorry" (UK #89)
- 1984 – "I Gave You My Heart (Didn't I)" (UK #13)
- 1986 – "Heartache No. 9" (UK #76)
- 1987 – "You Sexy Thing (Ben Liebrand remix)" (UK #10)
- 1987 – "Every 1's a Winner (Groove Mix)" (UK #69)
- 1987 – "No Doubt About It (remix)"
- 1988 – "Heaven Is in the Backseat of My Cadillac (remix)"
- 1988 – "Never Pretend"
- 1993 – "It Started with a Kiss" (re-issue) (UK #31)
- 1997 – "You Sexy Thing" (re-issue) (UK #6)
- 1998 – "It Started with a Kiss" (second reedycja) (UK #18)